# تشارلز مكدونالد (سياسي أمريكي)
تشارلز مكدونالد (بالإنجليزية: Charles McDonald)‏ هو شخصية أعمال وسياسي أمريكي، ولد في 1938. نشط حزبياً في الحزب الديمقراطي. وقد انتخب عضو مجلس نواب لويزيانا.